# Magazin (Kino)

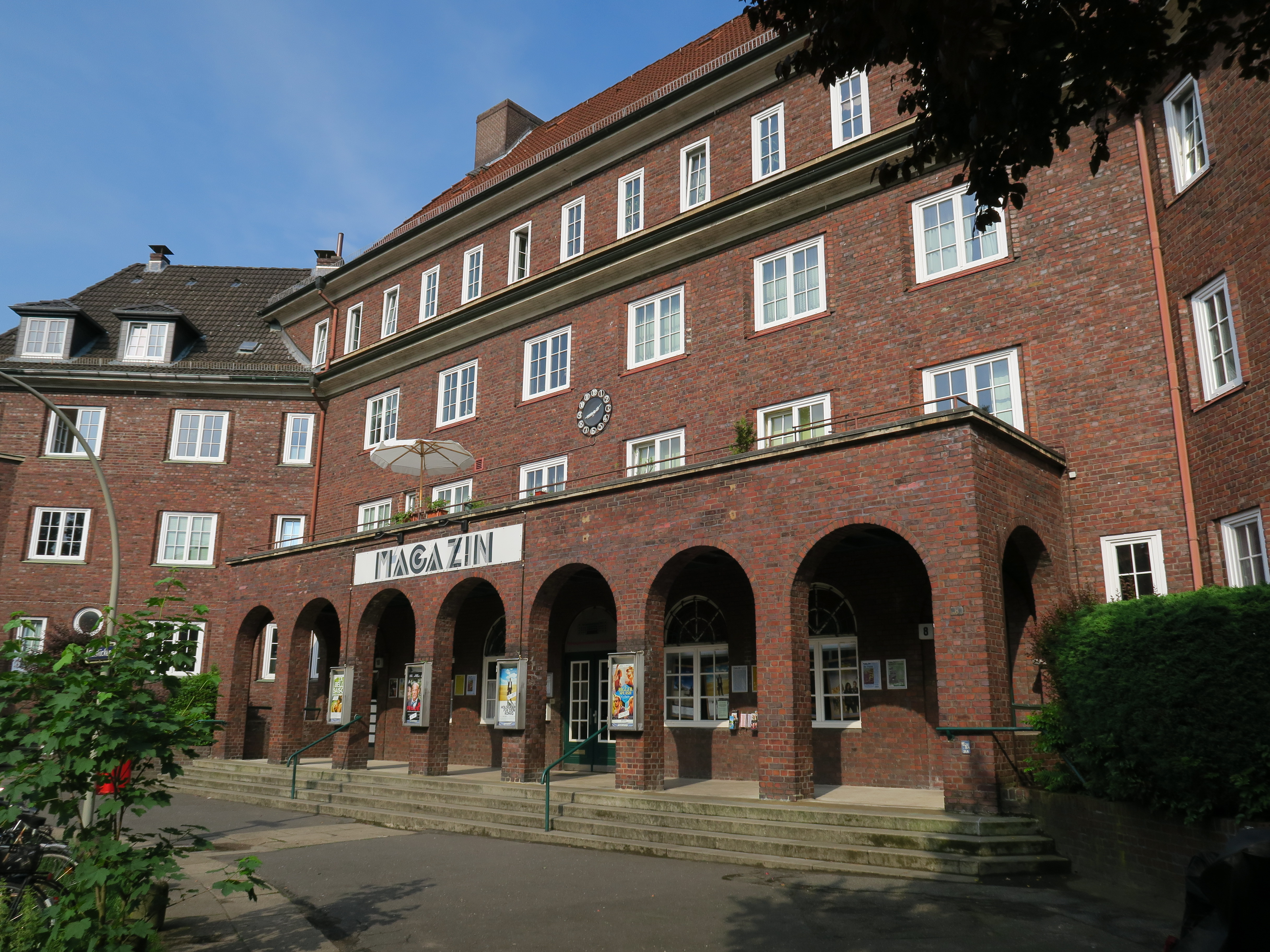
Magazin

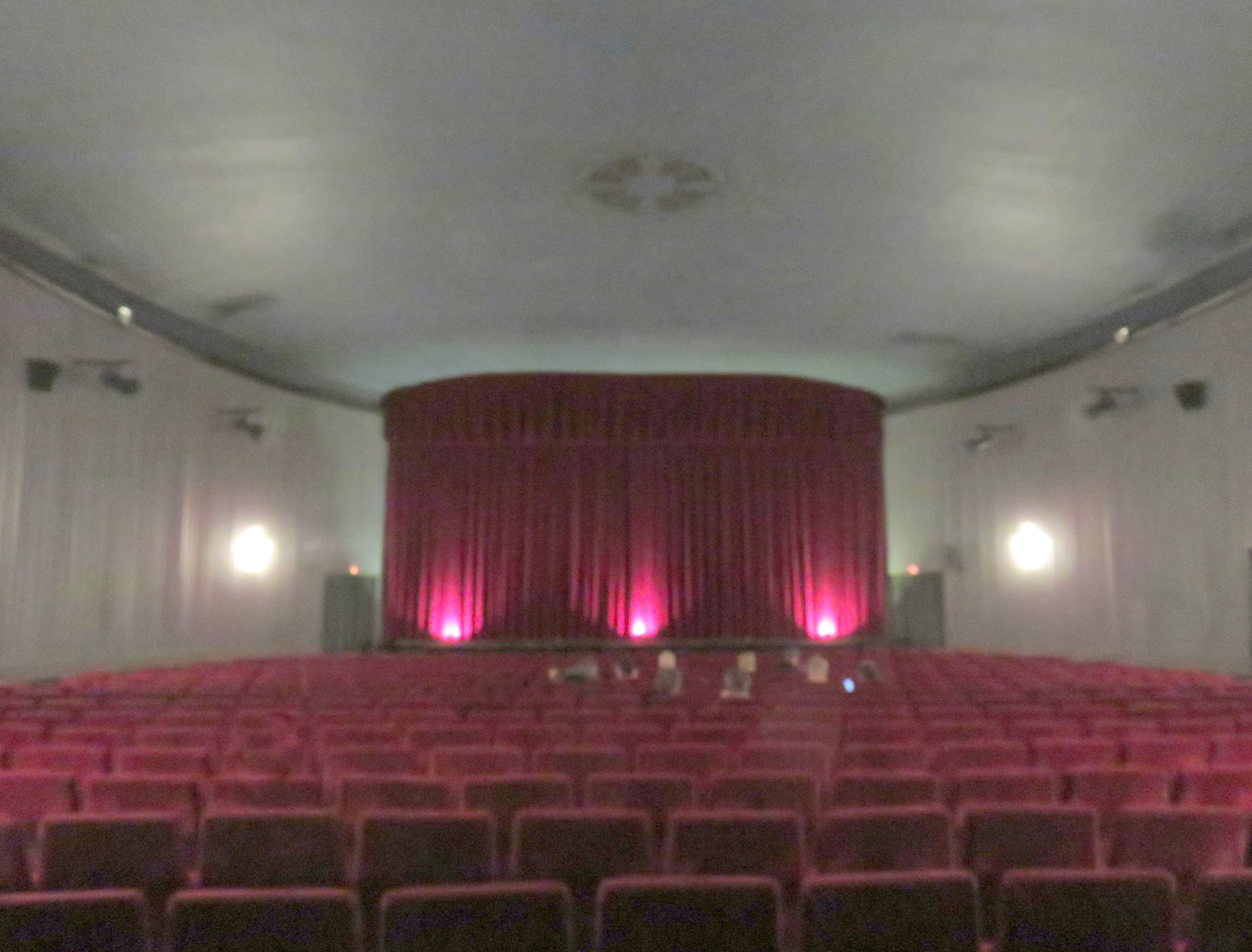
Vorführsaal

Das Magazin-Filmkunsttheater ist ein Programmkino in Hamburg-Winterhude mit wechselndem Programmangebot. Das Kino befindet sich in einer denkmalgeschützten Wohnanlage, die von Fritz Schumacher als Heimstätte für einfache Arbeiter- und Rentnerfamilien konzipiert wurde. Heute ist das Magazin – nach dem Passage Kino – das älteste noch erhaltene und bespielte Traditionskino Hamburgs.
Der große, ovale Kinosaal verfügt über eine 4,90 m × 10,50 m große, Cinemascope-taugliche Leinwand und bietet 370 Gästen Platz. 2013 wurde der analoge 35-mm-Großspulen-Projektor durch digitale Projektionstechnik der Firma Kinoton ersetzt. Im gleichen Zuge wurde ebenfalls die Ton- und Haustechnik erneuert.
Der elliptische Kinosaal – ein (akustischer) Brennpunkt liegt etwa in der Mitte der vierten/fünften Sitzreihe – entstand im Innenhof einer Wohnsiedlung, wurde jedoch in der Zeit des großen Kinosterbens geschlossen. Unter Federführung von Gerd Fölster wurde das Kino umgebaut. Dabei wurde etwa ein Drittel der alten Stuhlreihen entfernt, um bequemes Sitzen zu ermöglichen. Außerdem wurde die Saaldekoration dem Zeitgeschmack angepasst. 
Die Anschaffung einer neuen Leinwand konnte jedoch bis zur Aufnahme des regelmäßigen Vorführbetriebs Ende Januar 1974 nicht realisiert werden.
In regelmäßigen Abständen gibt es eine Matinee (sonntags um 11 Uhr) oder andere Live-Events.
Im Sommer 2007 wurde der Förderverein „Magazin Filmkunst und Kultur in Winterhude e.V.“ gegründet, der mittlerweile als gemeinnützig anerkannt wurde und sich für den langfristigen Erhalt des Kinos einsetzt.